# Lady Marlène
Ne doit pas être confondu avec Lili Marleen.
Pour les articles homonymes, voir Marlène.
Singles de Daniel Balavoine
Vienne la pluie
(1975) Ma musique est mon patois
(1977)
Lady Marlène est une chanson écrite et composée par Daniel Balavoine en 1977 pour l'album Les Aventures de Simon et Gunther.... Malgré un succès d'estime à sa sortie en single, le titre, ayant bénéficié d'une large diffusion télévisée et radiophonique, est notable pour avoir permis à Balavoine de se faire engager par Michel Berger, l'ayant vu l'interpréter à la télévision, dans la comédie musicale Starmania, l'année suivante.

## Historique
Huitième chanson de l'album-concept Les Aventures de Simon et Gunther..., écrit en pleine guerre froide, Lady Marlène raconte l'histoire de la tentative de Simon Stein de fuir Berlin Est afin de retrouver de l'autre côté du mur de Berlin une certaine "Lady Marlène". On ne connaît pas les liens les unissant. Toutefois, cette tentative est un échec, résultant par la mort de Simon, abattu par les « hommes en vert », noms donnés aux soldats de l'URSS dus à leurs uniformes. Le thème du titre est l'échec de l'évasion et de la destruction du rêve de quitter la partie Est de Berlin.

## Accueil
Seul titre de l'album à être paru en single, Lady Marlène bénéficiera de plusieurs passages à la télévision – Balavoine l'interprètera à six reprises au cours de l'année 1977 – mais ne connait qu'un succès d'estime. Pourtant, c'est grâce à l'une des interprétations de la chanson à la télévision, le 29 mai 1977 dans l'émission Musique and Music, diffusé sur Antenne 2, que le chanteur et auteur-compositeur Michel Berger découvre Balavoine. Il a tout de suite contacté, puis engagé, le jeune chanteur pour le rôle de Johnny Rockfort dans sa comédie musicale Starmania,,.
La chanson fut également diffusée sur toutes les radios et même jusqu'à dix fois par jour par Europe no 1 pendant deux mois, ce qui agace les auditeurs, qui téléphonent pour manifester leur lassitude. Elle est également diffusée sur RTL et France Inter. Dans la région de la Wallonie en Belgique, le single est brièvement classé à la 48e place des charts début octobre 1977.
Cette chanson fut samplée par le groupe de rap français ATK pour le titre Sortie de l'ombre, paru sur leur album Heptagone et reprise par Amaury Vassili sur son cinquième album Chansons Populaires.

### Classement hebdomadaire
| Classement (1977)                       | Meilleure place |
| --------------------------------------- | --------------- |
| Belgique (Wallonie Ultratop 50 Singles) | 48              |